# Carl Junack

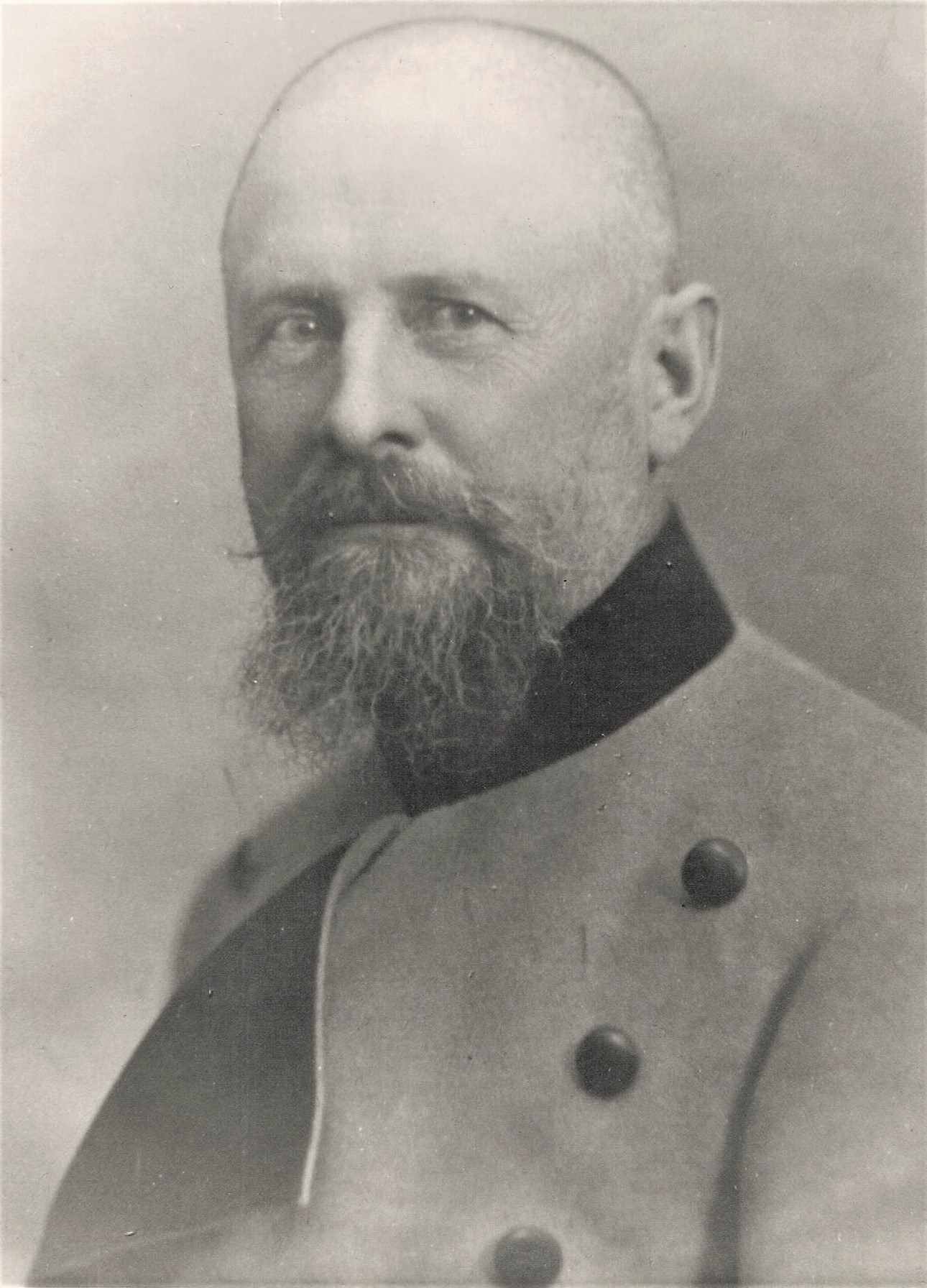
Carl Junack – Erfinder, Publizist, Deutscher Forstmeister und Vorsitzender des Reichsvereins für Privatforstbeamte Deutschlands (1928)

Carl Eduard Wilhelm Junack (geboren am 15. November 1870; gestorben am 22. November 1943 in Berlin) war ein deutscher Forstberater, Publizist, Erfinder und galt zu seinen Lebzeiten als einer der bedeutendsten Forstpraktiker in Norddeutschland. Er leitete unter anderem das Privatforstamt Gartow an der Elbe der Gräflich von Bernstorffschen Verwaltung, sowie 14 verschiedene Privatreviere – über die Mark Brandenburg, Mecklenburg, Pommern, Hannover und Niederschlesien verteilt – in denen er als ständiger Berater des Eigentümers wirkte.

## Leben

### Herkunft und Ausbildung
Geboren wurde Carl Eduard Wilhelm am 15. November 1870 in Berlin als Sohn des Weinhändlers Friedrich Wilhelm Ferdinand Franz Junack und seiner Frau Mathilde Auguste Sabatier. Dort wuchs er auf und verbrachte seine Kindheit sowie Jugendzeit. Am 13. März 1890 legte Junack vor der Königlichen Prüfungs-Kommission sein Reifezeugnis an dem Sophien-Realgymnasium in Berlin ab, „um sich dem höheren Forstfache zu widmen“. Im Jahre 1891 nahm er an der königlichen Forstakademie in Eberswalde sein Studium auf und beendete dies 1893 erfolgreich. Ab diesem Zeitpunkt widmete sich Carl Junack seiner forstlichen Laufbahn.  
Verheiratet war er mit Bertha Marie Anna Elise Junack (* 14. Oktober 1877, † 24. November 1961) geb. Schmidt, mit der er sieben Kinder hatte:
- Wilhelm Franz Hermann * 28. Juni 1904, † 7. Januar 1994
- Helene * 6. Oktober 1905, † 16. Februar 1998
- Martha * 30. November 1906, † 5. Januar 1999
- Karl * 20. Oktober 1910, † 24. Februar 1942
- Hermann * 6. September 1912, † 26. September 1992
- Christine * 28. Dezember 1915 in Waldhausen
- Werner * 7. Mai 1920, † 20. Juli 1941

### Forstliche Karriere
Nach dem C. Junack seine forstliche Ausbildung in Eberswalde beendet hatte, begann er am 1. Juli 1898 als Preußischer Forstassessor und Revierverwalter seinen beruflichen Werdegang im Privatforstamt Gartow an der Elbe der Gräflich von Bernstorffschen Verwaltung. Nach der Beförderung zum königlichen Oberförster am 18. April 1906 erfolgte wenige Monate später die Versetzung nach Ebstorf. Wiederum kurze Zeit darauf kam es für C. Junack zu einer weiteren Versetzung: Die Übernahme der forstlichen Leitung der zum Gute Corvin bei Clenze gehörenden Forsten.
Im Dezember 1907 folgte die Entlassung durch das Ministerium für Landwirtschaft, Domänen und Forsten in Berlin zwecks Übertritt in den Dienst Sr. Durchlaucht des Fürsten von Henckel-Donnersmark als Fürstlich Anhaltinischer Forstmeister in Neudeck/Oberschlesien.
Ab Ende 1912 trat Junack eine neue Stelle in Waldhausen/Ostpreußen als Herzoglicher Oberförster beim Herzog von Anhalt an. Die Anstellung dort erfolgte „auf Lebenszeit“. Drei Jahre später wurde er von Friedrich, „von Gottes Gnaden Herzog von Anhalt“ zum Forstmeister befördert. 1919 ist „der Vertrag auf Lebenszeit“ beendet. Vermögensverschiebungen zwischen Staat und dem Herzoglichen Hause führten dazu, dass die herzoglichen Beamten entlassen wurden und vorzeitig in Pension gehen mussten.
Junack kehrte mit seiner Frau und Kindern nach Berlin zurück, machte sich am 1. April 1919 selbstständig und war ab diesem Zeitpunkt als freier Forstberater im gesamten norddeutschen Raum tätig. Zudem übernahm er ein Jahr später auch die forstliche Beratung beim Grafen Günther von Bernstorff in Gartow.

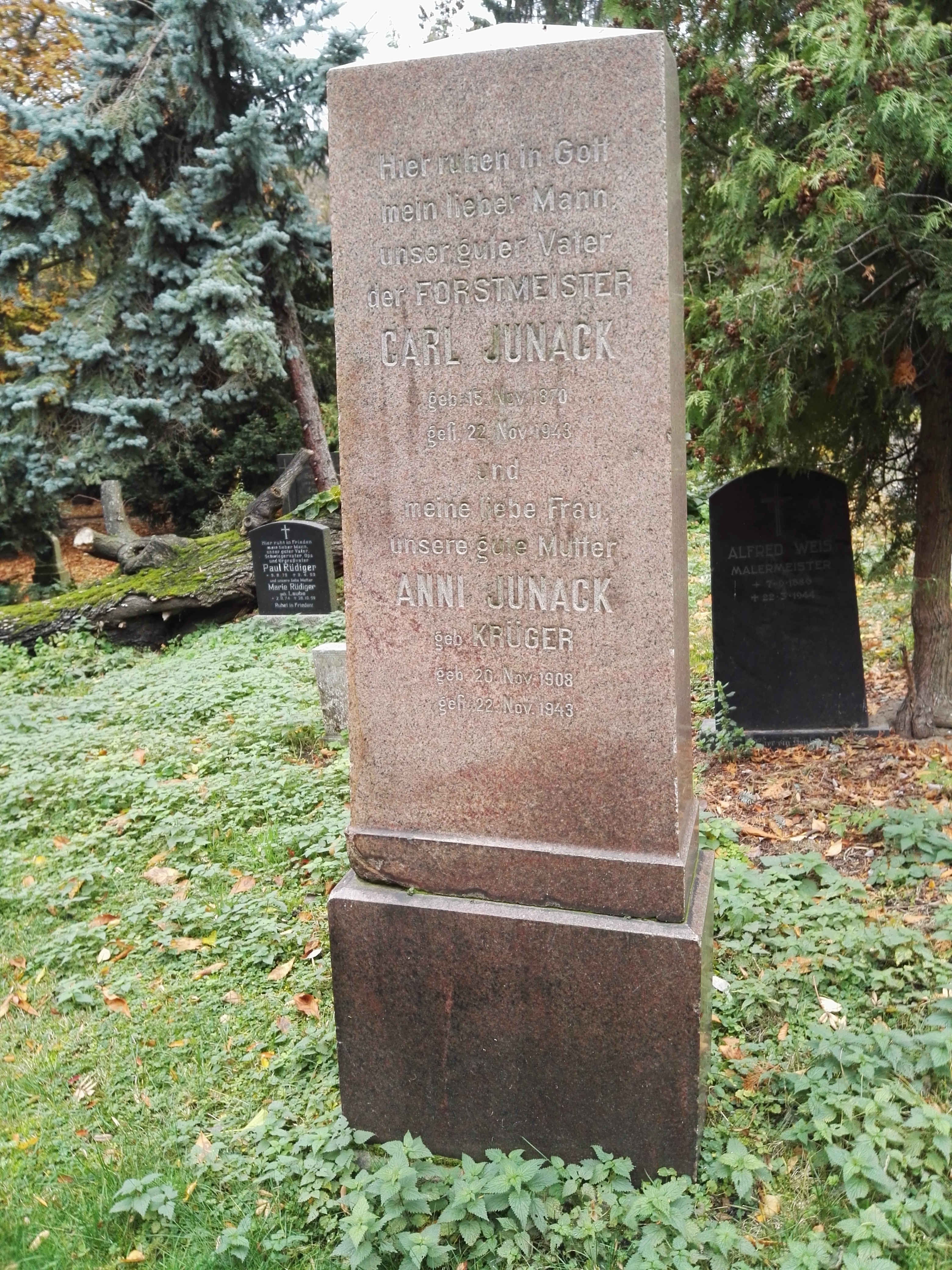
Die Grabstätte von Carl Junack auf dem St. Marien- und St. Nikolai-Friedhof I (2016)

## Publikationen
Während Junack als forstlicher Berater beim Grafen von Bernstorff in Gartow tätig war, widmete er sich vermehrt, abseits seiner eigentlichen beruflichen Tätigkeit, der wissenschaftlichen Betrachtung und Analyse forstfachlicher Fragestellungen. Hierbei erwies sich Carl Junack als überaus begierig und schaffensfreudig. Das Verzeichnis seiner Veröffentlichungen zeigt bemerkenswerte 109 verschiedene Artikel auf, die er im Laufe der Jahre publizierte.
Folgende exemplarische Sachverhalte waren Untersuchungsgegenstand auf dem Gebiet des Waldbaus:
- der Fruchtfolgewald
- der Vollumbruch
- die geregelte Saatgutgewinnung
- die Vollsaat
- die Weihnachtsbaumzucht
- die Trockenästung
- die intensive Durchforstung

Nahverwandte Thematiken, die Carl Eduard Wilhelm Junack unter Anwendung forstfachlicher Kriterien untersuchte:
- den Aspekt der Buchführung
- die Kultur- und Bestandsgeschichte
- die Gerätetechnik
- die Holzhaushaltung und die Holzsortierung
- die Preisbildung
- die Waldbesteuerung und die Berechnung von Ertragswerten der Waldbestände
- die Waldbrandbekämpfung

Darüber hinaus entwarf und konzipierte Junack als langjähriger Vorsitzender des Reichsvereins für Privatforstbeamte Deutschlands die „Forstpensionskasse“, die bis 1945 Bestand hatte. Er war Gründer der Zeitschrift „Der Deutsche Forstwirt“ und hat auf vielen Versammlungen, wie dem Märkischen Forstverein, fachrelevante Vorträge gehalten.
Anfang des Jahres 1940 verfasste Junack, im Alter von 70 Jahren, seine Dissertation unter Betreuung des Professors Hubert Hugo Hilf (1893–1984) in Eberswalde. Die Dissertation befasste sich mit Messvorschriften für Stammholz, um somit den wirklichen Massegehalt der Rundhölzer bestimmen zu können. Auf Basis der gewonnenen Erkenntnisse konnten umwälzende Vorschläge für eine künftige Holzvermessung begründet werden.

## Erfindungen

### Junackscher Hohlspaten
Junack hat einen Pflanzspaten für die Forstwirtschaft entwickelt, bzw. wie er selbst schrieb: „den alten Hohlspaten wieder zu Ehren gebracht und ihm eine bessere Form gegeben“. Mithilfe des Junack'schen Hohlspatens wird eine bequeme, zeitsparende und bodenschonende Bepflanzung ermöglicht. Die Form des Hohlspatens ist so konzipiert, dass mittels eines Spatenstiches die Erde ohne Veränderung ihrer Form und Struktur auf dem Spaten liegen bleibt. Wird nun die Jungpflanze in das ausgehobene Erdloch gesteckt, kann die sich auf dem Spaten befindliche Erde wieder in das Erdloch geführt und mit dem Fuß angedrückt werden. Das Problem des mühsamen und teilweise zeitintensiven Aushebens von Erdlöchern zur Bepflanzung wird somit gelöst. Der Junack'sche Hohlspaten wird noch heute unter diesem Namen verkauft.

### Junacksche Plattenkornvisierung
Carl Junack hat für Gewehre ein neues Visier erfunden. Durch die Junack'sche Plattenkornvisierung wird das Problem gelöst, dass man beim Visieren die richtige Höhe nur schwer finden kann. „Besser wird dieser Zweck noch erreicht durch die Junacksche Plattenkornvisierung, bei der die über dem Korn angebrachte Platte als helle Linie erscheint und ein genaues Höhenehmen ermöglicht.“
Junack hatte diese Erfindung schon 1901 als Forstassessor gemacht und per Rundschreiben kundgetan. Die Patentschrift Nr. 119325 Klasse 72f des  Kaiserlichen Patentamts  datiert vom 9. April 1901. Am 12. August 1901 erhält er dazu prompt einen Rüffel vom Ministerium: „Anlässlich Ihres Rundschreibens vom 1. vorigen Monats betreffend die Verwertung des von Ihnen erfundenen Plattenkorns werden Sie darauf aufmerksam gemacht, dass nach § 16 der Försterdienstinstruktion Forstbeamte ohne höhere Genehmigung kein Nebengewerbe oder in irgend einer Art davon Theilnehmen dürfen.“
Junack widersprach schriftlich und erhielt schon 10 Tage später die Erlaubnis, die Verwertung des Plattenkorns nebst Visier selbst zu übernehmen. Er durfte sogar die Erfindung in der Versammlung des Deutschen Forstvereins in Regensburg öffentlich auslegen.

### Reißhaken nach Junack
Eine weitere Erfindung Carl Junacks ist der „Reißhaken nach Junack“. Durch das wiederholt mühsame Markieren grobborkiger Rinde bei der Durchforstung von meist Kiefern-Wäldern erfand C. Junack seinen eigenen Reißhaken. Der „Reißhaken nach Junack“ zeichnet sich einerseits durch eine breitere Klinge (7 mm) aus. Diese ermöglicht eine stets sichtbare Markierung der Bäume, unabhängig von der jeweiligen Stärke der Borke. Andererseits zeichnet sich der „Reißhaken nach Junack“ durch seine besondere Form und Beschaffenheit aus, da ein zusätzlicher Bügel die Hand des Anwenders bedeckt und schützt. Somit ist eine leichtere Handhabung bei gleichzeitigem Anstieg des Arbeitsschutzes gegeben.

## Carl Junack trifft Karl May
Am 1. Mai 1898, Carl Junack war 28 Jahre alt, saßen die zu dem damaligen Zeitpunkt bedeutendsten Bürger Gartows wiederholt an dem Honoratioren-Stammtisch „Die Börse“ zusammen. An diesem Tag besuchte ein besonderer Gast den Stammtisch – Karl May.
Carl Junack dokumentierte diese Treffen und berichtete in dem Gemeindeblatt „Heimatbote“ darüber.
Die folgenden drei Geschichten Karl Mays hielt Carl Junack in dem „Heimatboten“ fest:
- Die Jagd auf den Löwen. Der Löwe geht abends zu Wasser. Wenn man einen Löwen schießen will, so geht das verhältnismäßig einfach, indem man sich an seiner Wasserstelle aufbaut und ihn dort erwartet. Mit der Dämmerung verlässt der Löwe sein Lager und gibt dabei zunächst ein leises Brummen von sich. Dann stößt er einen Schrei aus, etwa so laut, wie ein Mensch eben schreien kann, und dann folgt nach einer Pause ein Gebrüll so laut, dass die Berge davon erdröhnen und widerhallen. Nun heißt es die Büchse fest gefasst; es ist inzwischen dunkel geworden, und der sich nähernde Löwe ist nur an dem Leuchten seiner Augen zu erkennen, sobald er den Jäger bemerkt hat und seine Augen auf ihn richtet. Diese Augen glühen starr, das Licht in ihnen beginnt zu kreisen und kreist immer schneller, und die Pupillen werden dabei immer kleiner, bis die Augen zwei feurige Kugeln geworden sind. Dann ist es der letzte Moment, die Kugel anzubringen, weil dann der Löwe zum Sprung ansetzt. Dann hält er aber vollkommen still, so dass sich eine sichere Kugel anbringen lässt. Und diese Kugel muss mitten zwischen den Augen sitzen, sonst kommt es zum Kampf auf Leben und Tod. Der Sprung sitzt schon ausgelöst in den Pranken des Löwen und – getroffen oder nicht – führt er ihn noch aus. Nach dem Schuss muss man deshalb sofort beiseite springen, denn der lebende oder auch tote Löwe landet genau dort, wo der Jäger stand. Dieser hat inzwischen repetiert und versucht dem anspringenden Löwen die zweite Kugel zwischen die zweite und dritte Rippe zu setzen. Für den Fall, dass auch diese fehlging, wirft er die Büchse fort und zieht sein scharfes langes Messer, um, wenn nötig, zum Faustkampf auf Leben und Tod bereit zu sein. Das war auch wohl seine tollste Jagdgeschichte.
- Die Geschichte seiner Wunderbüchse. Karl May erzählte, er habe sich eine eigene Büchse konstruiert, die aus über 100 einzelnen Teilen bestand. Damit niemand hinter sein Konstruktionsgeheimnis käme, habe er die einzelnen Teile in ebenso viel verschiedenen Fabrikaten anfertigen lassen und sich aus den vielen Teilen die Büchse selbst zusammengesetzt. Diese Büchse schösse so haarscharf genau, dass er die einzelnen Blätter eines Baumes abschießen und Namenszüge in eine Scheibe hineinschießen könne. Sie habe nur den Nachteil, dass sie ungeheuer schwer sei, so dass außer ihm selbst nur wenige damit umgehen könnten. Wenn ihn jemand besuchte und es dann einen plötzlichen Krach gäbe, so wisse seine Frau schon, dass er wieder einmal – wie erst kürzlich dem König von Sachsen – seine Büchse vorgeführt und gereicht hätte und der Besucher die Büchse habe fallen lassen, weil sie ihm zu schwer war.
- Der arabische Diener. Das dritte Kuriosum, das ich in Erinnerung habe, ist eigentlich keine Jagdgeschichte. May erzählte von seinen Reisen in Arabien und seinem arabischen Diener, der ihn dabei begleitete. Dieser Diener sei verheiratet gewesen und habe stets in Angst vor seiner Frau gelebt. May habe ihn damit aufgezogen, dass er unter dem Pantoffel seiner Frau zu stehen scheine, worauf der Diener sich in die Brust warf und erwiderte: »In meinem Hause bin ich der Herr.« Nach kurzem überlegen hätte er aber hinzugesetzt: er herrsche in seinem Hause aber mit Liebe und seine Frau mit Gewalt.

In seinem persönlichen Tagebuch schrieb Carl Junack zu dem Treffen mit Karl May folgendes:
- „Es war am 1. Mai 1898, als ich nachmittags den Scheibenstand in Hahnenberge aufsuchte, um mit meiner Büchse einige Kontrollschüsse zu machen - die Jagd auf den Rehbock ging damals noch am 1. Mai auf. Ich hatte das merkwürdige Erlebnis, dass vor dem Kugelfang des Schießstandes, der mitten in einer Dickung lag, friedlich ein Rehbock äste, so dass ich meinen ersten Schuss sogleich auf den Bock tat, den ich damit zur Strecke brachte. Das Gehörn war ein besonders interessantes - kurz und knuffig - so dass ich es für wert hielt, ihm einen besonderen Namen zu geben, und ich nannte es, in Erinnerung an das sich daran knüpfende Erlebnis mit Karl May den „May-Bock“, wobei man auch an die Erlegung am 1. Mai denken könnte.
- Am Abend jenes Tages nach dem Abendbrot besuchte ich – mit dem abgeschlagenen Gehörn – den Abendschoppen bei Wilhelm Anton Krug. Im Honoratiorenstübchen fand ich außer August Herbst, merkwürdigerweise noch einen fremden Gast am Tisch, was so selten vorkam, dass ich mich vorstellte. „Meyer“ verstand ich seinen Namen und kombinierte aus den zwei großen Zigarrenkisten, die er vor sich stehen hatte, dass er wohl der Zigarrenreisende Meyer aus Bremen sein mochte. Ich konnte mit meinem Jagderlebnis nicht lange dichthalten und fing meine Erzählung damit an, dass ich sagte, es möge wohl „lögenhaft to vertellen“ klingen, aber als ich am Nachmittage hätte auf die Scheibe schießen wollen, hätte statt der Scheibe ein lebender Rehbock dagestanden, den ich mit dem Schuss erlegt hätte. Ich erzählte dann das ganze Erlebnis genauer und gebrauchte die Wendung, dass ich die Kontrollschüsse hätte machen wollen, weil die Büchse in der verflossenen Schonzeit lange nicht „gesprochen“ hätte. Da fiel mir der Fremde rasch in Wort: „Das ist recht, die Büchse spricht.“ Als ich ihn erstaunt ansah und er wohl in meinem Blick die Frage las: „Was versteht Du Zigarrenmachen vom JoannaSchießen?“ setzte er hinzu: „Verzeihung, ich habe zwar in meinem Leben nie einen Rehbock geschossen, aber desto mehr Grizzlybären und Löwen“.
- Und nun ging sein Erzählen los, so dass wir bis nachts um 2 Uhr nur noch zuhören brauchten und abwechselnd zu bewundern, wie er einerseits spannende Geschichten erzählen konnte und andererseits auf das frechste log. Dabei bekam er es fertig zu versichern, dass in keinem seiner Bücher ein Wort Jägerlatein enthalten sei. Wir hüteten uns, ihm zu widersprechen, um seinen Redestrom nicht zu stören und saßen nun Abend für Abend um ihm im Gasthof Krug mit immer größer werdendem Zuhörerkreis. Dabei schien er mich als Jäger besonders in sein Herz zu schließen; er schenkte mir ein Bild, auf dem er als Trapper ausgerüstet war und er hat mir auch etwa ein Jahr später noch eine Ansichtskarte aus Kairo gesandt.“

## Würdigungen
- Hubert Hilf hatte später, anlässlich der Verleihung des Wilhelm-Leopold-Pfeil-Preis der Alfred Toepfer Stiftung F.V.S. an Hermann Junack, auch dessen Vater Carl, oder wie er ihn nannte: „Junack den Älteren“ eine ganz besondere Würdigung ausgesprochen:

„Carl Junack kann als einer der bedeutendsten Forstpraktiker in den ersten vierzig Jahren dieses Jahrhunderts in Norddeutschland bezeichnet werden. Da seinem Lebenswerk ein Bombenangriff in Berlin im Jahre 1943 ein Ende setzte, ist dieses niemals öffentlich ausreichend herausgestellt worden. Er war sowohl ausgesprochener Skeptiker gegen ausgefallene neue Ideen, wie ein unerschöpflicher Produzent neuer Einfälle, sodass er überall befruchtend gewirkt hat.“
- Ebenfalls erinnert ein Gedenkstein zu Ehren der beiden Forstmänner an Carl Junack und dessen Sohn Hermann Junack im Gartower Forst, der im Jahre 2015 von der Familie von Bernstorff errichtet worden ist.